# Nikola Pašić
Nikola Pašić (szerb cirill írással: Никола Пашић, Zaječar, 1845. december 18. – Belgrád, 1926. december 10.) szerb és jugoszláv politikus és diplomata volt. Csaknem négy évtizedes politikai pályafutása során ötször volt Szerbia, háromszor pedig Jugoszlávia miniszterelnöke. Szerepet játszott Jugoszlávia megalapításában, és a szerb huszadik századi történelem egyik legbefolyásosabb alakjaként tartják számon.
A kelet-szerbiai Zaječarban született, majd Svájcban mérnöknek tanult, ahol a zürichi Műszaki Iskola diákjaként a szerb radikális politika híve volt. 1878-ban tért vissza Szerbiába, és mint a három évvel később formálisan megalakult Radikális Párt tagját beválasztották a Nemzetgyűlésbe. Az I. Milán szerb király kormánya elleni sikertelen Timok-lázadást követően halálra ítélték, és éppenhogy elkerülte az elfogást és a kivégzést. A következő hat évet Bulgáriában töltötte száműzetésben. Milán király 1889-es lemondását követően Pašić visszatért Szerbiába, és a Nemzetgyűlés elnökévé választották. Egy évvel később Belgrád polgármestere is lett. Pašić 1891-ben lett először miniszterelnök, de a következő évben kénytelen volt lemondani.
A májusi puccsot és I. Sándor szerb király meggyilkolását követően, míg a Radikális Párt megerősítette dominanciáját, Pašić a szerb politika vezető személyiségévé vált. 1904-től 1905-ig, 1906-tól 1908-ig, 1909-től 1911-ig, végül 1912-től 1918-ig töltötte be miniszterelnöki posztot, egy olyan korszakban, amikor Szerbia a gazdasági növekedés és a kontinentális színtéren növekvő befolyásának aranykorába lépett. Csaknem megkétszerezve a szerb területek nagyságát győzelemre vezette Szerbiát a balkáni háborúkban az Oszmán Birodalom és Bulgária ellen. Ferenc Ferdinánd főherceg meggyilkolása háborúba sodorta Szerbiát Ausztria-Magyarországgal, kirobbantva az első világháborút, amelyben az országot elfoglalták a központi hatalmak. Pašić száműzetésben vezette a kormányt a görögországi Korfu szigetén, ahol aláírták a korfui nyilatkozatot, ezzel megnyitva az utat egy jövőbeli délszláv állam előtt.
1918-ban hivatalosan kikiáltották a Szerb–Horvát–Szlovén Királyságot, és Pašićot az új állam de facto miniszterelnökeként ismerték el. Annak ellenére, hogy alig egy hónappal később lemondott, Szerbia képviselőjeként részt vett a párizsi békekonferencián. Még két alkalommal volt miniszterelnök, 1921 és 1924 júliusa között, valamint 1924 novembere és 1926 között. Hivatali ideje alatt ő irányította a királyság első alkotmányának megalkotását. Nem sokkal 81. születésnapja előtt, 1926 végén szívrohamban halt meg.

## Élete

### Ifjúkora
Pašić az akkor az Oszmán Birodalomhoz tartozó Szerb Fejedelemségben, Zaječarban született. Niko Zupanič szlovén etnológus szerint Pašić ősei a 16. században Tetovo régióból vándoroltak ki, és Zaječar közelében megalapították Zvezdan falut. Pašić maga mondta, hogy ősei a tetovói Lešok-kolostor környékéről telepedtek le. Pašić az általános iskolát Zaječarban, gimnáziumi tanulmányait pedig Negotinban és Kragujevacban végezte. 1865 őszén beiratkozott a belgrádi felsőoktatási intézménybe, majd 1867-ben állami ösztöndíjat kapott a zürichi Műszaki Iskola vasútmérnöki szakára. Gale Stokes történész azt írta, hogy Pašić „komoly tanuló” volt, aki „meghaladta a szakterülete kötelező tárgyait”. Stokes szerint Pašić korai szocialista eszméit inkább a német tapasztalatok formálták, mint a marxista vagy orosz populizmus, mivel tanulmányai a német történelemre és a kortárs eseményekre összpontosítottak, amelyeket germanofil professzorok tanítottak. Mérnökként végzett, de a Bécs–Budapest vasút építésében való rövid részvételét leszámítva soha nem dolgozott ezen a területen.

## A Radikális Pártban

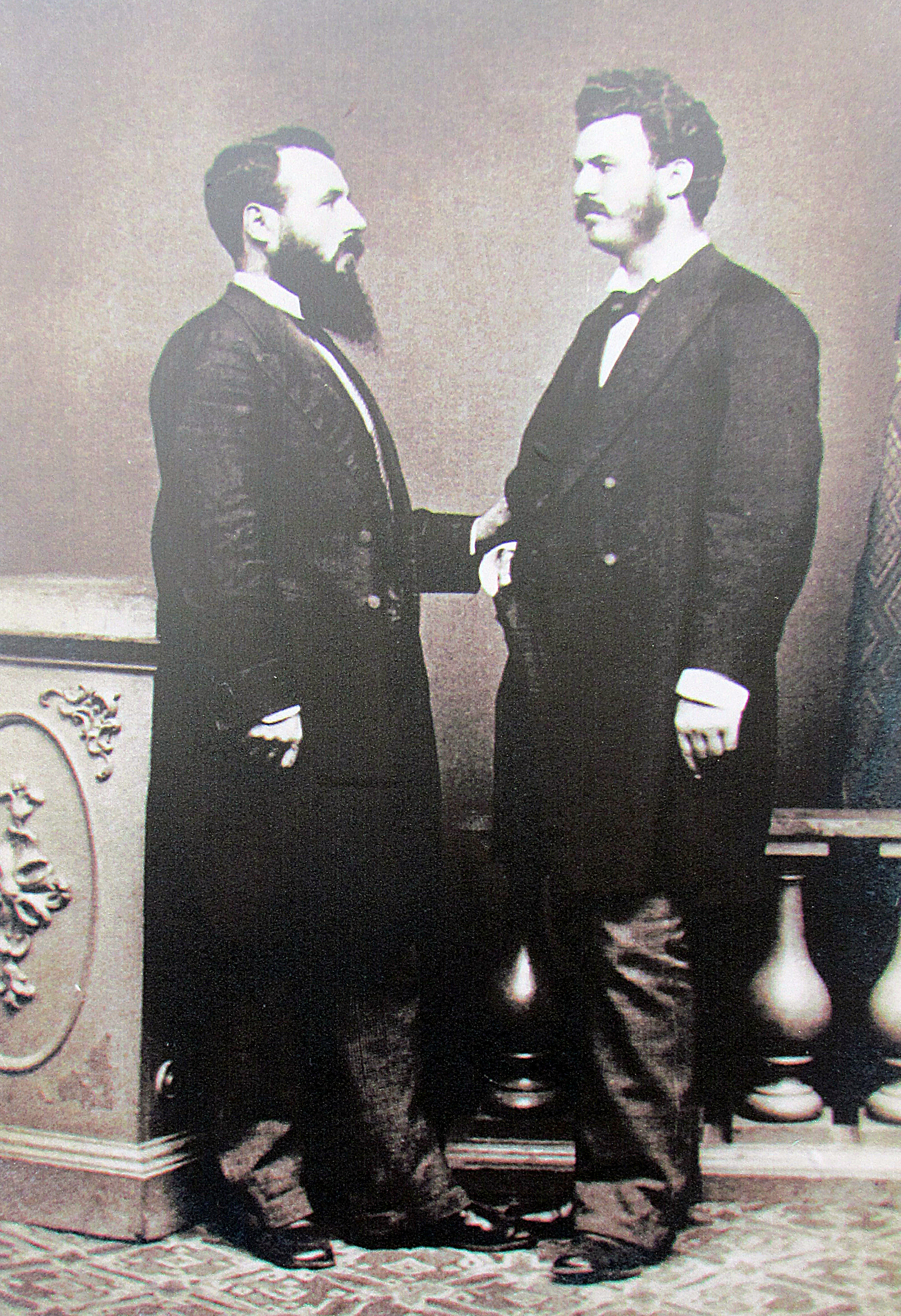
A Szerb Radikális Párt vezetői Nikola Pašić és Kosta Taušanović 1883-ban

Pašić már zürichi diákként is más szerb diákok közelében élt, és kezdetben szervezőként kezdett politikai szerepet játszani. Később néhány diák köré szerveződött a szerbiai szocialista és radikális mozgalom. Egyikük Svetozar Marković volt, aki Szerbiában jelentős szocialista ideológus lett. Marković, Pera Velimirović, Jovan Žujović és mások mellett Pašić a „Radikális Párt” korai tagja lett. Miután visszatért Szerbiába, Bosznia-Hercegovinába ment, hogy támogassa a hercegovinai „Nevesinjska puška” oszmánellenes felkelését. A szocialisták elkezdték kiadni a Samoupravát, amely később a Radikális Párt hivatalos értesítője lett. Marković 1875-ös halála után Pašić lett a mozgalom vezetője, és 1878-ban még a párt megalakulása előtt beválasztották a szerb nemzetgyűlésbe. 1880-ban példátlan lépést tett a szerb politikai életben azzal, hogy a közgyűlésben ellenzéki képviselői csoportot hozott létre. Végül 1881 januárjában elkészült a pártprogram, és hivatalosan megalakult a Radikális Párt, az első szisztematikusan szervezett szerb párt, amelynek első elnökévé Pašićot választották meg.
A párt és Pašić gyorsan népszerűvé vált; az 1883. szeptemberi választásokon a radikálisok a szavazatok 54 százalékát szerezték meg, míg a IV. Milán szerb király által kedvelt Haladó Párt csak 30 százalékot kapott. A radikálisok egyértelmű győzelme ellenére az osztrákbarát király, aki nem kedvelte az oroszbarát Pašićot és a radikális pártot, a régi, párton kívüli keményvonalas Nikola Hristićet bízta meg kormányalakítással. A közgyűlés azonban megtagadta az együttműködést, és az ülést felfüggesztették. A légkör tovább romlott, amikor Hristić megpróbálta elvenni a parasztok fegyvereit, hogy létrehozzon egy reguláris hadsereget. Ennek következtében Kelet-Szerbiában, a Timok-völgyben összecsapások kezdődtek. Milán király a radikálisokat okolta a zavargásokért, és csapatokat küldött a lázadás leverésére. Pašićot távollétében halálra ítélték, és csak Magyarországra menekülve elkerülte a letartóztatást. 21 másik személyt halálra ítéltek és kivégeztek, további 734-et pedig bebörtönöztek.

### A bulgáriai száműzetés
A következő hat évben Pašić rokonainál élt Bulgáriában, a bolgár kormány támogatásával. Szófiában élt, ahol építőipari vállalkozóként, rövid ideig a pedig a belügyminisztériumban dolgozott. Bolgár források szerint meglehetősen folyékonyan beszélt bolgárul, de sok szerb szóval és kifejezéssel keverte, és állítólag Petko Karavelov Stara Planinából érkezett barátait kérdezte a bulgáriai régió jellemzőiről, elmagyarázva, hogy ősei néhány generációval korábban onnan vándoroltak Szerbiába. A bolgár források egy fontos vonatkozásban teljesen eltérnek: Pašić aktívan politizált-e szófiai száműzetése alatt. A hivatalos bolgár támogatás volt az egyik oka annak, hogy Milán király úgy döntött, hogy 1885-ben elindítja a szerb-bolgár háborút. A döntő vereség elszenvedése után Milán amnesztiát adott a Timok-lázadás miatt elítélteknek, de Pašićnak nem, aki bolgár száműzetésben maradt Milán 1889-es lemondásáig. Néhány nappal később Sava Grujić újonnan megalakult radikális kabinetje megkegyelmezett Pašićnak.

## A nagypolitikában

### A Nemzetgyűlés elnökeként és polgármesterként

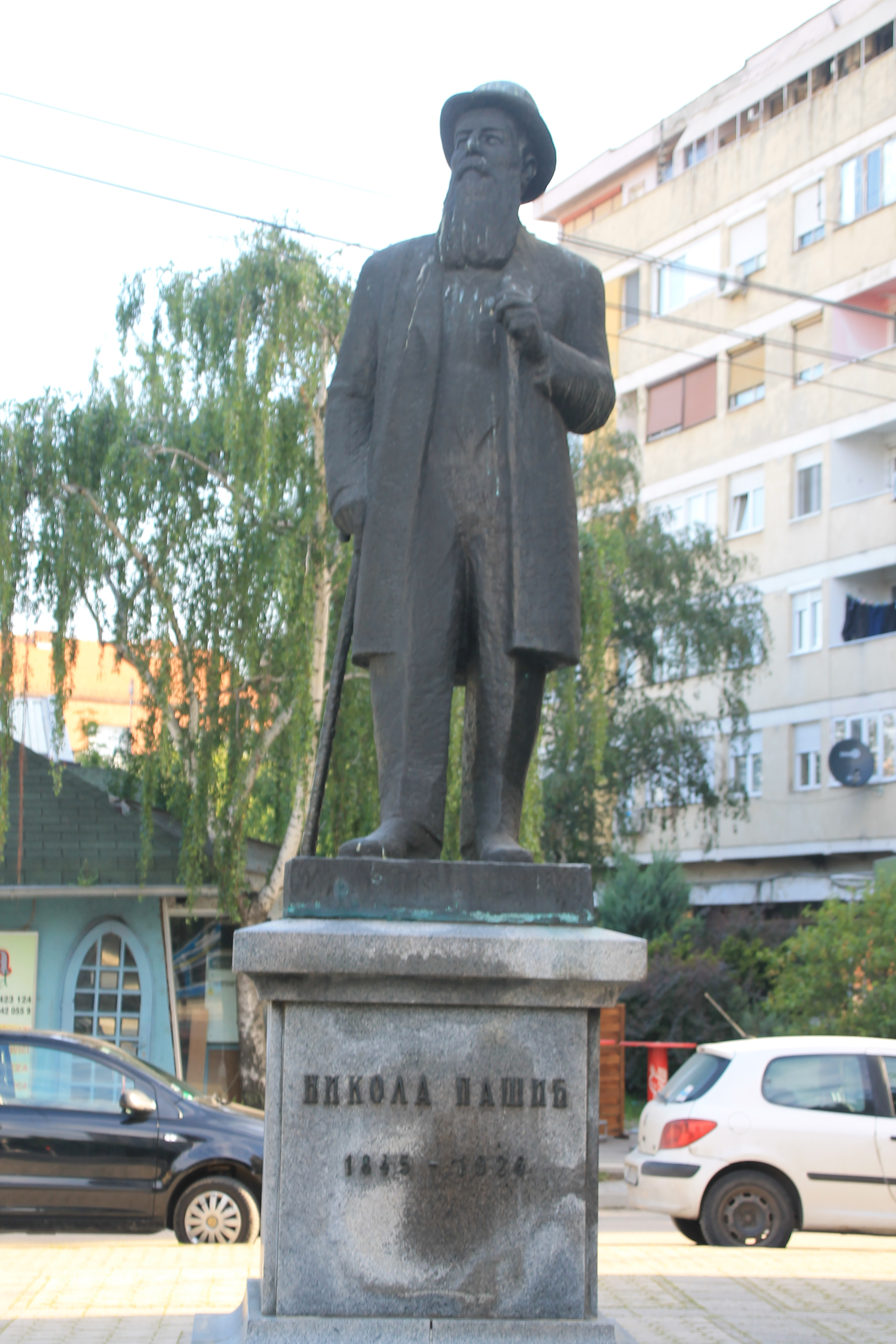
Nikola Pašić szobra Zaječarban

1889. október 13-án Pašićot a Nemzetgyűlés elnökévé választották, ezt a feladatot (de jure, de nem de facto) 1892. január 9-ig látta el. 1890. január 11. és 1891. január 26. között Belgrád polgármesterévé is megválasztották. Pašić közgyűlési elnökletével szavazták meg a legtöbb törvényt a szerb parlamentarizmus történetében, Belgrád polgármestereként pedig a sáros városi utcák macskakövezése fűződik a nevéhez. Kétszer választották újra a Nemzetgyűlés elnökévé (igaz, 1893. szeptembertől csak névlegesen; feladatait helyettese, Dimitrije Katić látta el), először 1893. június 13. és 1895. április között, másodszor pedig 1897. július 12. és 1898. június 29. között, 1897. január 22-től 1897. november 25-ig pedig ismét Belgrád polgármestere lett.
Nikola Pašić, miután bölcsen nem fogadta el azonnal a kormány vezetését, a száműzetésből való visszatérése után 1891. február 23-án lett először miniszterelnök. 1890 májusában azonban Milán exkirály visszatért Szerbiába, és újra kampányolni kezdett Pašić és a radikálisok ellen. 1892. június 16-án meghalt Kosta Protić, az I. Sándor kiskorúsága idején uralkodó három régens egyike. Az alkotmány értelmében a Nemzetgyűlésnek új régenst kellett választania, de mivel a közgyűlés több hónapos szabadságon volt, Pašićnak rendkívüli ülést kellett összehívnia. Jovan Ristić, a legnagyobb hatalommal rendelkező régens, attól tartva, hogy Pašićot társregenssé választják, és ezzel aláássák pozícióját, megtagadta a pótülést, így Pašić 1892. augusztus 22-én lemondott miniszterelnöki posztjáról. Mandátuma alatt 1892. április 2-tól külügyminiszter is volt, 1891. november 3-tól pedig a megbízott pénzügyminiszteri teendőket is ellátta.

### Sándor hatalomátvétele
Miután Sándor király idő előtt nagykorúnak nyilvánította magát, és elbocsátotta a régenst, a mérsékelten radikális Lazar Dokićnak ajánlotta fel, hogy alakítson kormányt. Noha a Radikális Párt egyes tagjaitól jóváhagyást kapott, hogy részt vegyen a kormányban, Pašić ezt visszautasította. Hogy kizárja őt a szerbiai politikai életből, Sándor 1893–1894-ben Pašićot rendkívüli követként az oroszországi Szentpétervárra küldte. 1896-ban a királynak sikerült rákényszerítenie Pašićot, hogy hátráljon ki az alkotmányos reformok sürgetéséből. 1897-től azonban a két király, Milán és Sándor gyakorlatilag közösen uralkodott. Mivel egyikük sem kedvelte Pašićot, 1898-ban 9 hónapra bebörtönözték, mert a Samoupravában nyilatkozatot tett közzé Milán királlyal szembeni korábbi ellenállásáról. Pašić védekezésül azt állította, hogy rosszul idézték, de védekezése hatástalan maradt.

### Az Ivan-napi merénylet

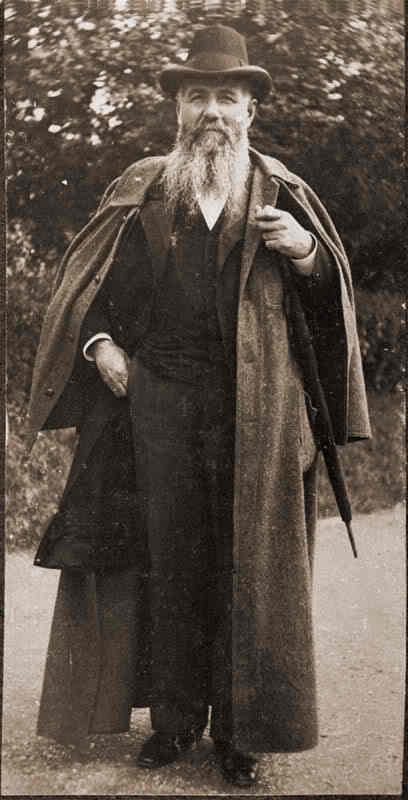
Pašić 1900 körül

Egy egykori tűzoltó, Đura Knežević 1899 júniusában megpróbálta meggyilkolni Milán exkirályt. Még aznap este Milán kijelentette, hogy a Radikális Párt megpróbálta megölni, és a Radikális Párt összes vezetőjét, köztük Pašićot is, akit éppen akkor engedtek ki a börtönből az előző büntetése letelte után, ismét letartóztatták. Azok a vádak azonban, amelyek szerint a radikálisok vagy Pašić kapcsolatban álltak volna a merényletkísérlettel alaptalanok voltak. Milán mégis ragaszkodott ahhoz, hogy Nikola Pašićot és Kosta Taušanovićot halálra ítéljék. Ausztria-Magyarország attól tartott, hogy az oroszbarát Pašić kivégzése, felrúgva azt az 1897-es megállapodást, hogy Szerbia status quo-ban maradjon, beavatkozásra kényszerítheti Oroszországot. Bécsből Milánhoz küldtek egy különleges megbízottat, hogy figyelmeztesse, hogy Ausztria-Magyarország bojkottálja az Obrenović-dinasztiát, ha Pašićot kivégzik. Slobodan Jovanović szerb történész később azt állította, hogy az egész merényletet azért rendezték, hogy Milán megszabadulhasson a Radikális Párttól.
A bebörtönzött Pašić nem tudott Ausztria-Magyarország beavatkozásáról, és bevallotta, hogy a Radikális Párt hűtlen volt a dinasztiához, ami valószínűleg sok embert mentett meg a börtöntől. A Đorđe Genčić belügyminiszterrel kötött megállapodás részeként a kormány hivatalosan kihagyta saját szerepét a nyilatkozatból, így úgy tűnt, Pašić gyáván viselkedett, és engedett a nyomásnak. Pašićot öt évre ítélték, de azonnal elengedték. Ez későbbi konfliktusokat okozott a Radikális Párton belül, mivel a fiatalabb tagok Pašićot gyávának és árulónak tartották, és kiléptek a pártból. Sándor uralmának hátralévő idejében Pašić visszavonult a politikától. Bár a fiatal uralkodó nem kedvelte Pašićot, gyakran beidézték konzultációra, de tartózkodott a tanácsadástól, és ragaszkodott ahhoz, hogy többé ne foglalkozzon politikával.

## A szerb demokrácia aranykora

### A májusi puccs
Nikola Pašić nem volt azon összeesküvők között, akik Sándor király meggyilkolását megtervezték. A merénylet 1903. június 10-ről 11-re (a Julián naptár szerint május 28-ról 29-re) virradó éjszaka történt, melyben az összeesküvők Sándor királyt, a királynét, valamint Dimitrije Cincar-Marković miniszterelnököt és Milovan S. Pavlović védelmi minisztert is megölték. A puccs az Obrenović-ház uralmának végét jelentette és a nemzetgyűlés I. Péter néven az 1858-ban lemondott Sándor szerb fejedelem fiát, Karađorđević Pétert választotta meg új királlyá. A puccs utáni első kormányt még nem a Radikális Párt alkotta meg, de miután 1903. október 4-én megnyerték a választásokat, a következő 15 évben szinte megszakítás nélkül a hatalomban maradtak.
A radikálisok kezdetben ellenezték az új király trónra lépését, törvénytelennek nevezve annak megválasztását. Pašić azonban később, miután látta, hogy az emberek készségesen elfogadták az új uralkodót, valamint, hogy a Nyugat-Európában tanult I. Péter király demokratikus, szelíd uralkodó, ellentétben az utolsó két despotikus és ingadozó Obrenović uralkodóval, meggondolta magát. A következő két évtizedben a király és a miniszterelnök közötti legnagyobb összecsapás az lett, hogy Pašić nem volt hajlandó királyi apanázst emelni.
Nikola Pašić 1904. február 8-án lett külügyminiszter Sava Grujić kabinetjében, 1904. december 10-től 1905. május 28-ig pedig a külügyminiszterség mellett a miniszterelnöki tisztséget is betöltötte. A következő évtizedben Pašić és a Radikális Párt vezetése alatt Szerbia annyira felvirágzott, hogy sok történész Szerbia modern aranykorának nevezi ezt az időszakot. Az ország európai demokráciává fejlődött, és a pénzügyi és gazdasági növekedéssel a politikai befolyás is nőtt, ami folyamatos problémákat okozott Szerbia legnagyobb szomszédjával, Ausztria-Magyarországgal való kapcsolataiban, amely még annak a tervét is kidolgozta, hogy Szerbiát egyik tartományává alakítsa. (Otto von Bismarck német kancellár már 1879-ben azt mondta, hogy Szerbia Ausztria fejlődésének az akadálya).

### Az osztrák-magyar vámháború

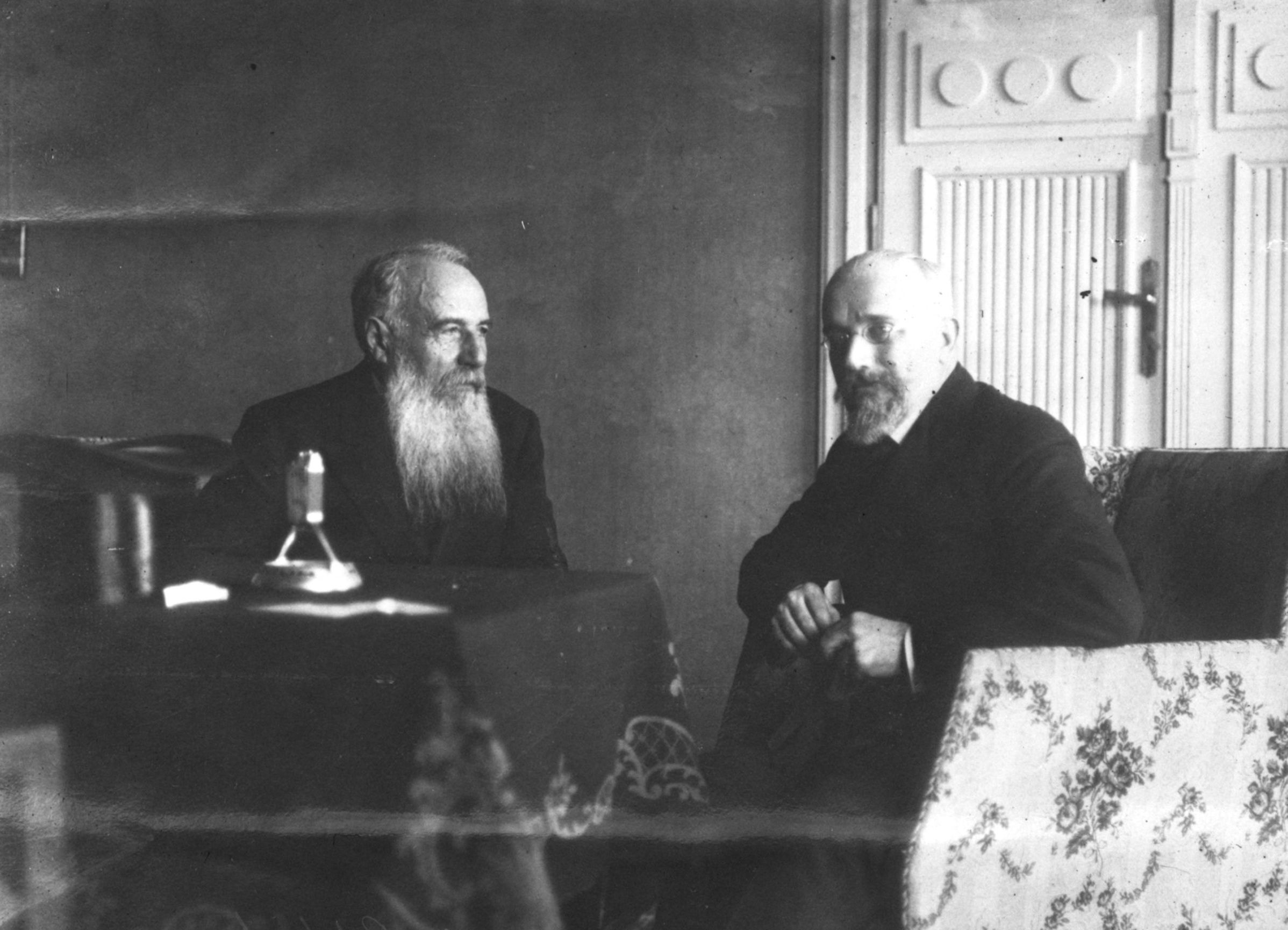
Pašić 1913-ban, Eleftheriosz Venizelosz görög miniszterelnökkel

A hivatalosan még az Oszmán Birodalomhoz tartozó, de 1878 óta Ausztria-Magyarország által megszállt Bosznia-Hercegovinában élő szerbekkel kapcsolatban történt állítólagos szerb provokációk miatt, valamint a Szerbiának addig nyújtott vámkedvezmények megvonásával Ausztria-Magyarország 1906-ban vámháborút kezdett Szerbiával, mely problémákat okozott a szerb exportnak, amely főleg Ausztria-Magyarországon keresztül ment (mivel Szerbia tengerparttal nem rendelkezett), azonban nem hozott eredményt. Pašić 1906. április 30. és 1908. július 20. között újabb kormányt alakított. Pašić az osztrák-magyar kormány nyomására, amely arra kérte Szerbiát, hogy osztrák cégektől vásároljon meg mindent, a sótól az ágyúkig, azt válaszolta az osztrák kormánynak, hogy ő személyesen megteszi ezt, de a közgyűlés ellenzi, és a demokratikus országokban ez számít.
Ausztria-Magyarország lezárta a határokat, ami eleinte súlyos csapást mért a szerb gazdaságra, de később a Pašić-féle gyors nyugat-európai országok irányába történt váltásnak köszönhetően Szerbia még fejlettebbé vált, mint volt. Pašić nyugdíjba kényszerítette az 1903-as puccs összeesküvőit, ami az Egyesült Királysággal való diplomáciai kapcsolatok helyreállításának feltétele volt, ágyúkat vásárolt Franciaországtól stb. A vámháború kellős közepén Ausztria-Magyarország 1908-ban hivatalosan is annektálta Bosznia-Hercegovinát, ami tömeges tüntetésekhez és politikai instabilitáshoz vezetett Szerbiában, de Pašićnak sikerült lecsillapítania a kedélyeket. Ebben az időszakban Pašić fő szövetségese, Oroszország nem sokat segített, mivel vereséget szenvedett az orosz-japán háborúban, és belpolitikai instabilitással kellett szembenéznie.

### A balkáni háborúk
Pašić további két kabinetet alakított (1909. október 24-től 1911. július 4-ig és 1912. szeptember 12-től). A Balkán-szövetség megalakításának egyik fő szereplője volt, amely később az első Balkán-háborút (1912–13) és a második Balkán-háborút (1913) eredményezte, amely a korábbi területhez képest csaknem megkétszerezte Szerbia méretét. Az újonnan megszerzett területek kezelését illetően összeütközésbe került néhány katonai szervezettel. Pašić úgy vélte, hogy a területet a demokratikus választások révén be kell vonni a szerb politikai és közigazgatási rendszerbe, míg a Szerb Királyi Hadsereg katonai ellenőrzés alatt akarta tartani a területeket. Egy évnyi feszültség után Pašić elbocsátotta Ó-Szerbia katonai adminisztrátorát, és új választásokat tűzött ki 1914-re, de az első világháború kitörése ezt megakadályozta.

### Az első világháború kitörése

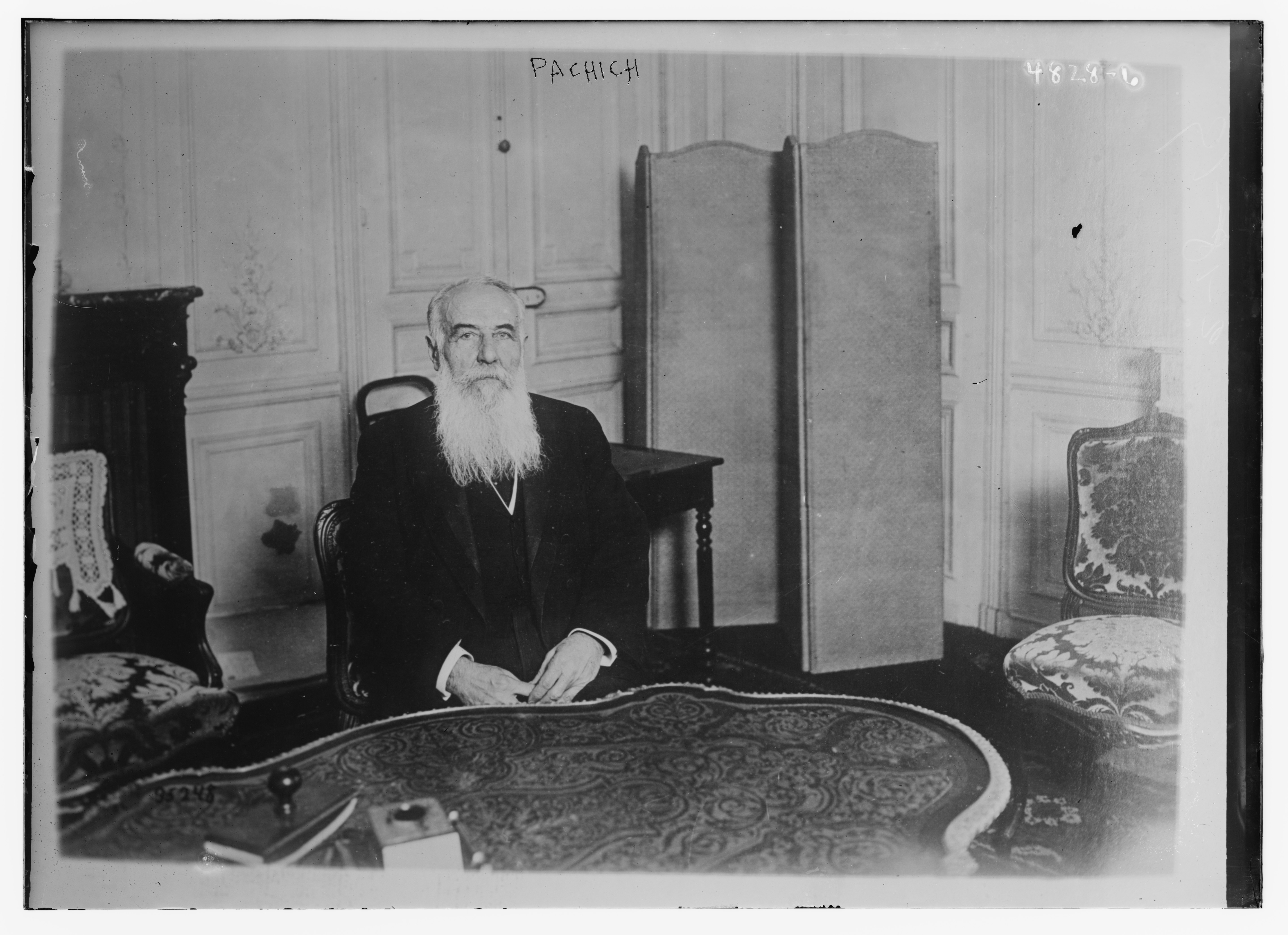
Pašić 1915-ben

Az 1914. június 28-i szarajevói merénylet után, amikor az Ifjú Bosznia nevű szerb forradalmi szervezet tagjai meggyilkolták Ferenc Ferdinánd főherceget és feleségét, az osztrák-magyar kormány azonnal megvádolta a szerb kormányt, hogy ő áll a merénylet mögött. Ma az általános konszenzus az, hogy a merényletet ugyan nem a kormány szervezte meg, de hogy Pašić mennyit tudott róla, továbbra is vitatott kérdés, és úgy tűnik, minden történésznek megvan a maga véleménye a témáról: Pašić semmit sem tudott (Ćorović); Pašić tudta, hogy valami történni fog, és a merénylet előtt azt mondta Oroszországnak, hogy Ausztria megtámadja Szerbiát (Dragnić); Pašić tudta, de mivel a merénylők kapcsolatban álltak a szerb hírszerzés befolyásos tagjaival, félt, hogy személyesen bármit is tegyen az ügyben, ezért figyelmeztette Bécset (Balfour).
Ausztria-Magyarország neki nyújtotta át a júliusi ultimátumot, amelyet a német kormány küldötteivel közösen oly módon írtak meg, hogy a szerb kormány aligha fogadhatta el. Az országban folytatott kiterjedt konzultációk és az elfogadásra irányuló nagy külső nyomás után Pašić elmondta Wladimir Giesl von Gieslingen osztrák nagykövetnek (aki már becsomagolt), hogy Szerbia elfogadja az ultimátum összes követelését, kivéve azt, hogy az osztrák rendőrség önállóan utazhat Szerbiában, és saját vizsgálatot folytathat. Ausztria-Magyarország 1914. július 28-án hivatalosan hadat üzent Szerbiának.

## Az első világháború és következményei

### A győzelem és a délszláv állam
Ausztria-Magyarország erejéhez képest, legalábbis a külső szemlélők, küszöbön állónak tartották a szerb vereséget. Szerbia azonban nyilvánvalóan jól felkészült, és az 1914–1915-ös csaták sorozata (a ceri csata, a kolubarai csata, Belgrád elvesztése és visszafoglalása), valamint a szerb ellentámadás után néhány osztrák-magyar terület elfoglalásával (a Szerémségben és Kelet-Boszniában), az Osztrák-Magyar Hadsereg meghátrált. 1914. július 5-én a dolgok megváltoztak, mivel az öreg I. Péter király lemondott államfői feladatairól örököse Sándor javára, akit régensévé tett.
1914. szeptember 17-én Pašić és Esat Toptani albán vezető Nišben aláírta a szerb-albán szövetség titkos szerződését. A szerződés 15 pontból állt, amelyek a közös szerb-albán politikai és katonai intézmények, valamint Albánia és a Szerb Királyság katonai szövetségének felállítására összpontosítottak. A szerződés előirányozta továbbá a Durrës felé vezető vasút megépítését, a Szerb Királyság pénzügyi és katonai támogatását Esad Toptani albán vezetői pozíciójához, valamint a határvonal megrajzolását egy különleges szerb-albán bizottság által. 1914 októberében Toptani visszatért Albániába. Olasz és szerb anyagi támogatással fegyveres erőket hozott létre Dibërben, és elfoglalta Durrëst és Albánia belső részeit. Pašić elrendelte, hogy híveit pénzzel és fegyverrel segítsék.

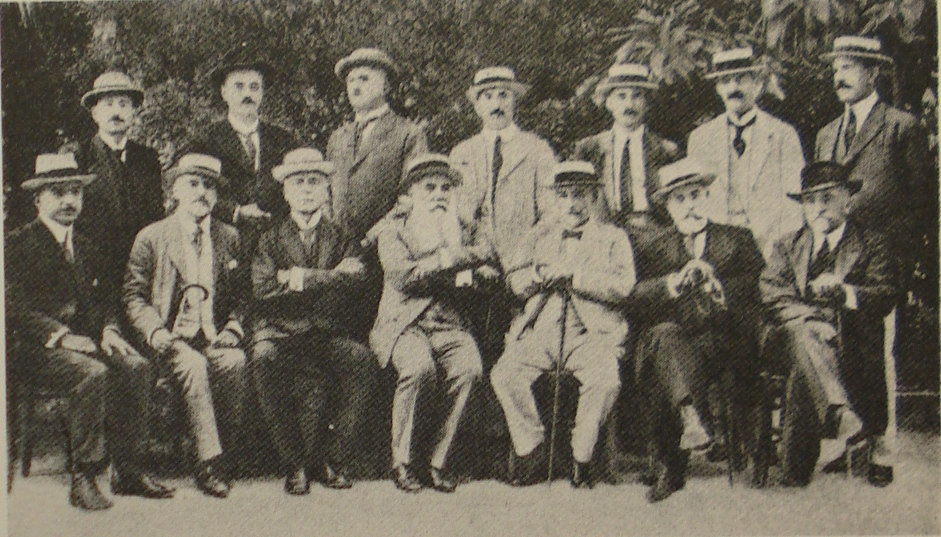
A korfui nyilatkozat tárgyalófelei (elöl, középen Pašić) 1917-ben Korfu szigetén

Péterrel ellentétben Sándor régensherceg nem volt demokratikus szellemű, inkább diktatórikus jellem volt. Nem kedvelte Pašićot és ahogy az a demokráciáról beszélt. A kettejük közötti nyílt viszály nagyon hamar kitört, amikor a londoni egyezmény értelmében Szerbia fennhatóságát ki kellett volna terjeszteni a legtöbb nyugati szerbek lakta területre, beleértve az Adriai-tenger partjának egy részét és néhány albán etnikumú területet Észak-Albániában. Cserébe Szerbiának át kellett volna adnia Macedónia egy részét Bulgáriának, hogy az utóbbi az antant oldalán szálljon be a háborúba. Ezeket a terveket Pašić és Sándor régensherceg is ellenezte, mivel úgy vélték, hogy ez a horvátok, szlovének és szerbek Balkáni-háborúkban hozott áldozatainak elárulása, mivel már megkezdődtek a tárgyalások a leendő délszláv állam létrehozásáról. Pašić és Péter király azonban, ellentétben a régenssel, aki a lehető legnagyobb délszláv állam létrehozását szorgalmazta, személy szerint nem nagyon támogatta a délszláv eszmét. Így Szerbia megtagadta az egyezmény aláírását, noha Ausztria-Magyarország, Németország és Bulgária megtámadta. A kormány és a hadsereg délre vonult vissza Görögország irányába, de a bolgár erők elvágták őket, és Albánián keresztül kellett átmenniük a görög Korfu szigetére, ahol 1917-ben aláírták a korfui nyilatkozatot, előkészítve a terepet a jövőbeni délszláv állam számára.

### A Szerb-Horvát-Szlovén Királyság létrehozása

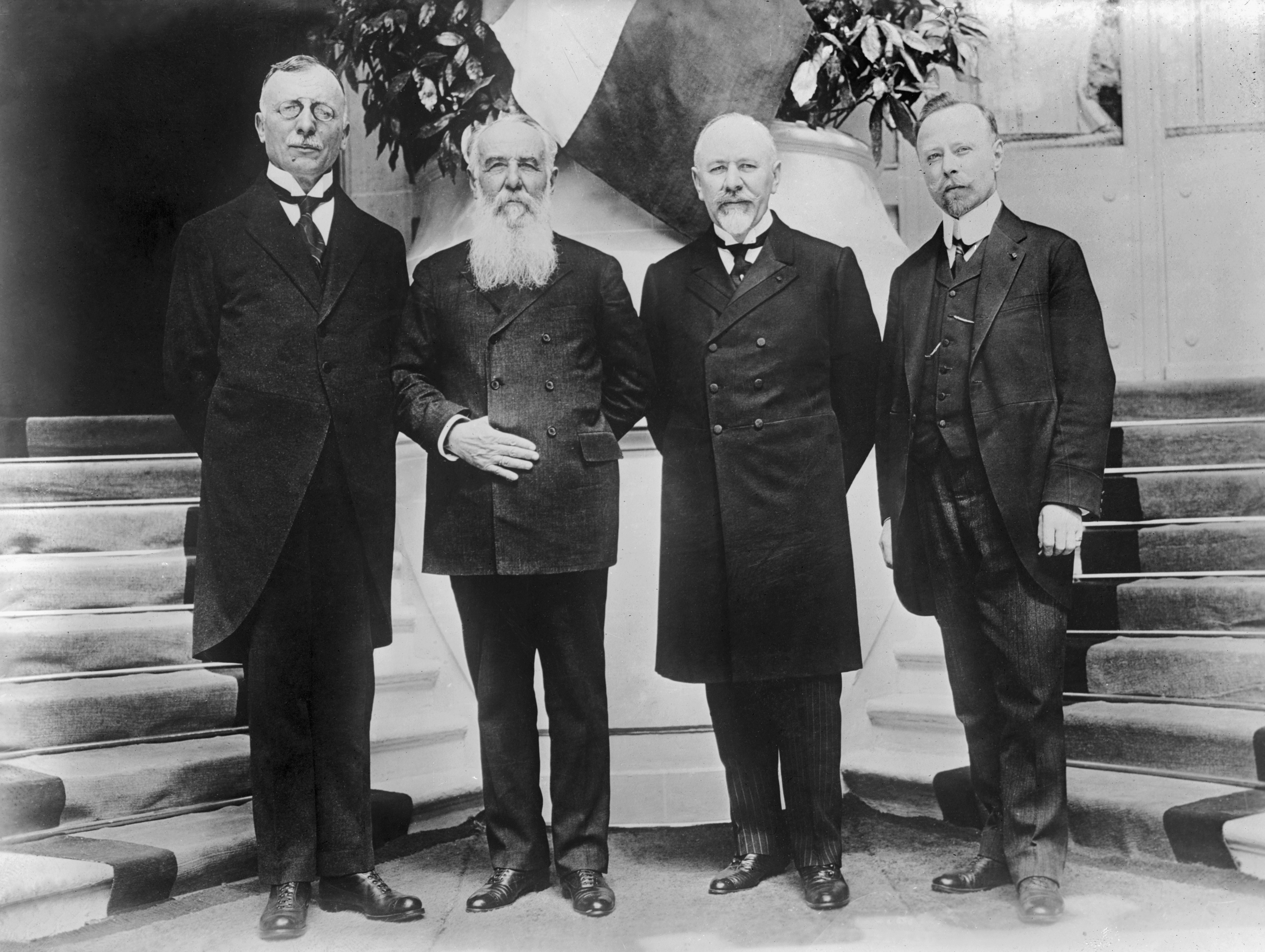
Pašić 1918-ban Ante Trumbić horvát, és Milenko Vesnić, valamint Ivan Zolger szerb politikusokkal

A Szerb, Horvát és Szlovén Királyságot (SHS) hivatalosan 1918. december 1-jén kiáltották ki, Pašić pedig, aki akkor Szerbia miniszterelnöke volt általában az új délszláv állam de facto miniszterelnökének is számított. Megszületett a politikai megállapodás, hogy Pašić miniszterelnökként folytatja az új állam első kormányának megalakulásakor, de a Pašić iránti régóta érzett ellenszenv miatt Sándor herceg mégis Stojan Protićot jelölte a kormány megalakításra. Ennek következtében Pašić 1918. december 20-án lemondott.
Annak ellenére, hogy a legtapasztaltabb politikusként eltávolították a kormányból, Nikola Pašić volt az új állam főtárgyalója az 1919-es párizsi békekonferencián. A régens maximalista terveivel ellentétben nem szorgalmazta az ún. szláv korridor, Temesvár és Szeged kérdését, viszont sikerült biztosítania a határt Albániával és Bulgáriával, de nem sikerült annektálnia Fiumét (amely önálló állammá vált) és Karintia nagy részét (amely továbbra is Ausztria része maradt). Abban az időben, amikor Benito Mussolini hajlandó volt módosítani a rapallói egyezményt, amely a szlovén etnikai terület egynegyedét elválasztotta a Szerb-Horvát-Szlovén Királyságban élő szlovénoktól, Pašić próbálkozásait a postojnai és idrijai határok kiigazítására a Fiumei Szabadállam és Olaszország között aláásta, hogy Sándor régens herceg a „jó kapcsolatokat” preferálta Olaszországgal.
Az 1920. november 28-án tartott választások után, amelyek azt mutatták, hogy a Radikális Párt a második legerősebb párt az országban, mert mindössze egy mandátummal szerzett kevesebbet, mint a Demokrata Párt, Pašićnak sikerült koalíciót kötnie, és 1921. január 1-jén ismét miniszterelnök lett. A koszovói albán földek kisajátítása és más területek megszerzésével Pašić nagybirtokossá vált az országban.

### A Vid-napi alkotmány
Amint megkezdődtek az új állam alkotmányáról szóló tárgyalások, két egymással homlokegyenest ellentétes oldal alakult ki. Pašić és Sándor herceg egyaránt egységes államot akart, de különböző okokból. Pašić úgy vélte, hogy a szerbeket ilyen állapotban le lehet szavazni, és egy nem konszolidált és heterogén entitás szétesne, ha szövetségi lenne, miközben a régens herceg egyszerűen nem szerette volna megosztani a hatalmat másokkal, ami 8 évvel később be is bizonyosodott, amikor diktatúrát vezetett be.
Stjepan Radić, a közös szerb-horvát állam vezető horvát politikusa átmeneti megoldásként a horvát függetlenség felé vezető úton, szövetségi köztársaság létrehozását kérte. Mivel azonban Pašić többséget szerzett a nemzetgyűlésben az ő akarata érvényesült, és 1921. június 28-án Szent Vitus napján (Vidovdan) kihirdették az új alkotmányt, amely a Szerb-Horvát-Szlovén Királyságot parlamentáris monarchiává szervezte, és még Szlovénia, Horvátország, Dalmácia, Montenegró, Bosznia-Hercegovina és Vajdaság (tartományi kormányok) megmaradt autonómiafoszlányait is eltörölte. Az 1920-as évek elején Pašić miniszterelnök jugoszláv kormánya rendőri nyomást gyakorolt a választókra és az etnikai kisebbségekre, elkobozta az ellenzéki röpiratokat, és egyéb választási csalásokat is alkalmazott annak érdekében, hogy az ellenzéket, főként az autonómiapárti horvátokat kisebbségben tartsa a nemzetgyűlésben.
Pašić egy 1924. július 27-től 1924. november 6-ig tartó rövid szünettel (amikor a kormányt Ljuba Davidović vezette), 1926. április 8-ig maradt a miniszterelnök. Miután ideiglenesen átadta a posztot párttársának, Nikola Uzunovićnak, Sándor király Pašić fiának, Radének a botrányaira hivatkozva megtagadta Pašić újbóli kinevezését. Másnap, 1926. december 10-én körülbelül egy héttel 81. születésnapja előtt Nikola Pašić szívrohamot kapott és meghalt Belgrádban. A belgrádi új temetőben temették el. Milenko Vesnićet Pašić sírjától jobbra, Janko Vukotićot pedig a sír bal oldalán temették el.

## Magánélete

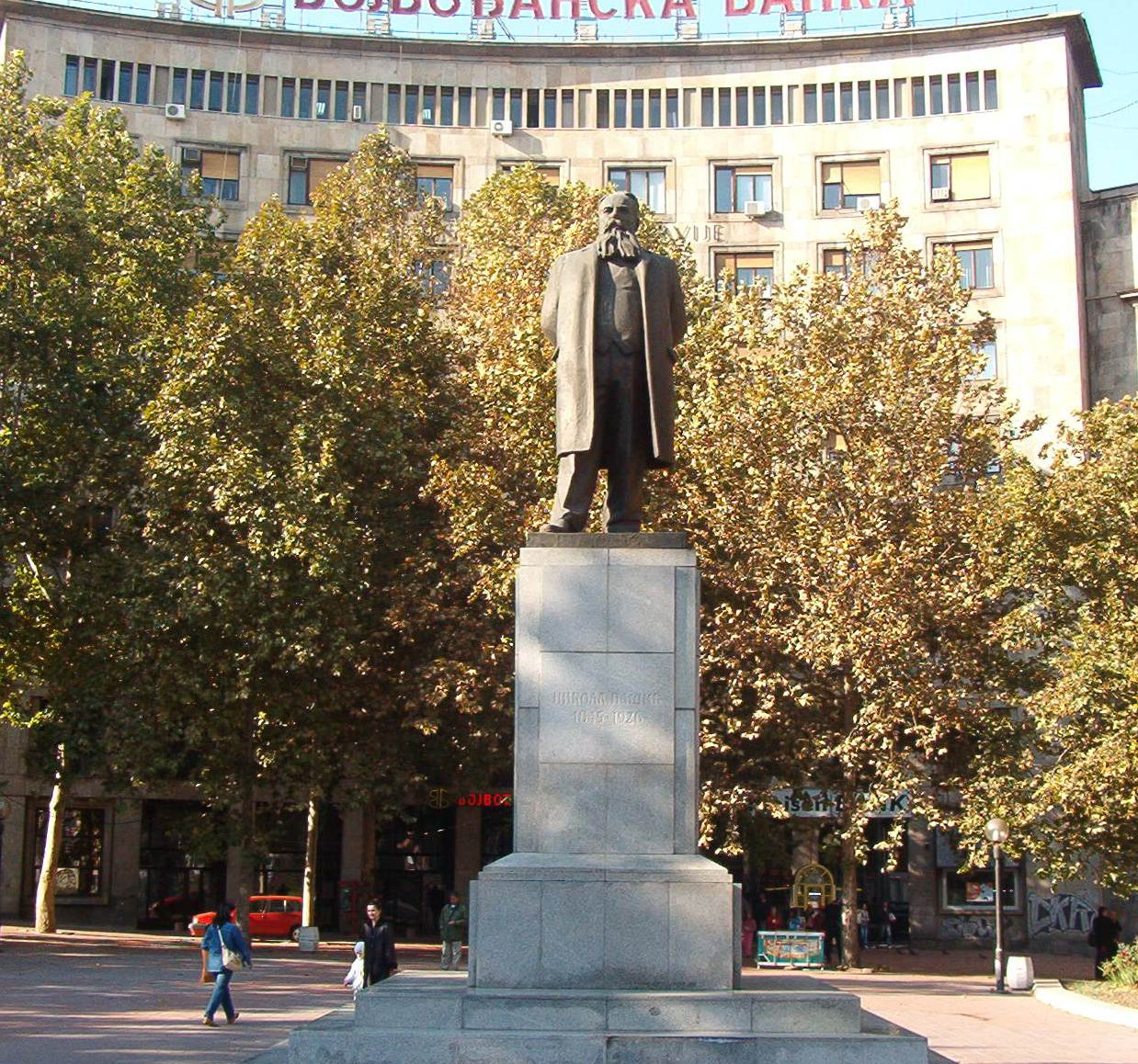
Pašić szobra Belgrádban a róla elnevezett téren

Nikola Pašić, egy gazdag trieszti szerb gabonakereskedő lányát Đurđina Dukovićot vette feleségül. Hogy elkerüljék a nagyszámú trieszti szerb kolónia összegyűlését a firenzei orosz ortodox templomban házasodtak össze. Három gyermekük született: fia Radomir-Rade, és két lánya Dara és Pava. Radének két fia volt: Vladislav építész (meghalt 1978-ban) és Nikola (1918–2015), aki az Oxfordi Egyetemen szerzett jogi diplomát, majd Torontóban (Kanada) élt, ahol megalapította a Szerb Nemzeti Akadémiát.

## Emlékezete
- Róla nevezték el Belgrád egyik központi terét, a Nikola Pašić teret (szerbül: Трг Николе Пашића/Trg Nikole Pašića). A kommunista rezsim idején a teret Karl Marxról és Friedrich Engelsről nevezték el. A téren áll Pašić 4,2 méter magas bronzszobra, amely a parlament épületére néz.
- Megkapta az Orosz Fehér Sas Rendet a briliánsokkal, a Romániai I. Károly-rendet és a Karađorđe Csillagrendjét. [41]
- Az 1995-ös, „Az Obrenović-dinasztia vége” című televíziós minisorozatban Nikola Pašićot Petar Kralj színész alakította.[42]
- Az Utolsó audiencia című televíziós minisorozat Nikola Pašić életrajza alapján 2008-ban készült, George Kadijevich rendezésében, a szerb RTS műsorszolgáltató megrendelésére.[43]

## Fordítás
Ez a szócikk részben vagy egészben  a   Nikola Pašić című angol Wikipédia-szócikk ezen változatának fordításán alapul.  Az eredeti cikk szerkesztőit annak laptörténete sorolja fel. Ez a jelzés csupán a megfogalmazás eredetét és a szerzői jogokat jelzi, nem szolgál a cikkben szereplő információk forrásmegjelöléseként.